# Oleria borilis
Oleria borilis är en fjärilsart som beskrevs av Richard Haensch 1909. Oleria borilis ingår i släktet Oleria och familjen praktfjärilar. Inga underarter finns listade i Catalogue of Life.